# Weldon (Kalifornia)
Weldon statisztikai település az USA Kalifornia államában, Kern megyében. Lakosainak száma 2303 fő (2020. április 1.).

## Népesség
A település népességének változása:

| 2010 | 2 642 |
| 2020 | 2 303 |